# おとめ座カイ星
おとめ座χ星 (おとめざカイせい、Chi Virginis, χ Vir) は、おとめ座の恒星で5等星である。
四重連星であり、おとめ座χ星Aは4.66等級のK型橙色巨星、離角173.1秒のおとめ座χ星Bはスペクトル型K0で9.1等級、離角221.2秒のおとめ座χ星Cは10等級、離角321.2秒のおとめ座χ星Dは9.1等級である。

## 惑星系
2009年7月、おとめ座χ星Aが大きな太陽系外惑星を持っていることが発見された。
| 名称 （恒星に近い順） | 質量          | 軌道長半径 （天文単位） | 公転周期 (日)  | 軌道離心率    | 軌道傾斜角 | 半径 |
| --------------------- | ------------- | ----------------------- | -------------- | ------------- | ---------- | ---- |
| b                     | ≧11.09 ± 1 MJ | 2.14 ± 0.03             | 835.477 ± 6.04 | 0.462 ± 0.069 | —          | —    |